# Aeronáutica Militar (España)
La Aeronáutica Militar (a veces denominado Servicio de Aviación Militar) fue el arma aérea del Ejército de Tierra español desde 1913 hasta la guerra civil española, cuando su estructura se vio fracturada entre los dos bandos enfrentados y desapareció. Aunque dependía directamente del Ejército de Tierra, era un arma militar que gozaba de cierta autonomía y estaba contemplada como un servicio que debía apoyar a las fuerzas terrestres. También llegó a existir un servicio aéreo naval, la llamada Aeronáutica Naval, aunque este dependía de la Armada.
La Aeronáutica Militar es considerada la precursora del actual Ejército del Aire.

## Historia

### Orígenes
El 2 de abril de 1910 se hace mención por primera vez a la aviación militar en España por medio de una Real Orden que decretaba el estudio, por los Servicios de Aerostación, Aeronáutica y Aviación del tipo de aeroplano más conveniente para el ejército, así como la creación del laboratorio de aerodinámica.
El "nacimiento" de la aviación militar en España se considera que ocurre en febrero de 1911 cuando llegaron los primeros aviones "Henry Farman" al aeródromo de Cuatro Vientos (Madrid), y comienza el primer curso de vuelo para militares. Más tarde, cuando la aviación militar cuenta ya con algunos pilotos, observadores y medios, por Real Decreto del 28 de febrero de 1913 se creó el Servicio de Aeronáutica Militar, dividido en la rama de Aerostación y la de Aviación. Este servicio, que está a las órdenes del Coronel Pedro Vives Vich y que depende únicamente del Ministerio de la Guerra, todavía estaba vinculado a la Sección de Ingenieros del Ejército de Tierra. Dos meses después, el 16 de abril se aprueba el emblema del actual Ejército del Aire.
Entre 1916 y 1917 recibe su primer pedido de aviones construidos en España. Esta fue una serie de biplanos monomotor fabricados en Santander por la Sociedad Española de Construcciones Aeronáuticas y Similares. Posteriormente se fundarían otras empresas de construcción aeronáutica, como fue el caso de Talleres Loring y de Construcciones Aeronáuticas (CASA).
El 13 de septiembre de 1917 era creada la Aviación Naval como un servicio aéreo dependiente de la Armada Española, que en 1920 se renombró como Aeronáutica Naval.
Por Real Decreto publicado en la Gaceta de Madrid el 18 de marzo de 1920 se dispuso la creación de las primeras cuatro bases aéreas: la actual Base Aérea de Getafe, la Base Aérea de Zaragoza, el Aeródromo de Tablada (Sevilla), y el Aeródromo Militar de León. Posteriormente se le fueron añadiendo otros acuartelamientos aéreos, como el Aeródromo de Cuatro Vientos (Madrid) o el Aeródromo Militar de Armilla (Granada).

### Guerra de África

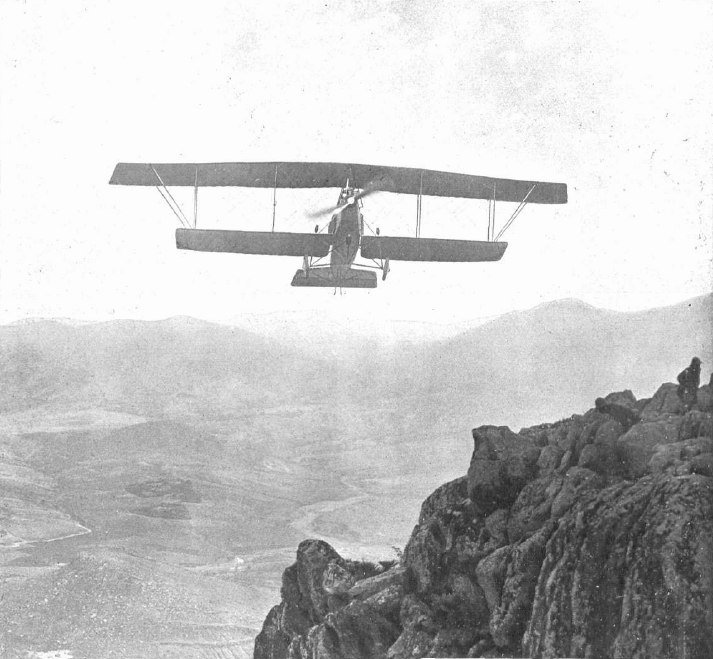
Un aeroplano Lohner Pfeilflieger del ejército español volviendo a su base en la zona de Tetuán en 1913.

El 7 de noviembre de 1913 la escuadrilla expedicionaria española que interviene en la Guerra de Marruecos actuó por primera vez en el mundo como una unidad militar de aviación organizada en conflicto real y efectuó el primer bombardeo organizado en toda la historia bélica. En esta primera ocasión fue usado en esta misión un aparato Lohner B-1 Pfeilflieger, tripulado por los capitanes Eduardo Barrón y Ramos de Sotomayor (piloto) y Carlos Cifuentes Rodríguez (observador). Se lanzaron «proyectiles de caída para arrojar desde aeroplanos» de 10 kg "Carbonit" sobre el poblado de Ben Karrik, fabricados en Alemania por la compañía Spreghoff AG Carbonit-Schlebusch. Durante los siguientes años la aviación militar llevará a cabo más operaciones militares, aunque tras el inicio de la Primera Guerra Mundial éstas se suspenderán y no se reiniciarán hasta comienzos de los años 20.
El 3 de noviembre de 1922 la Aviación Militar Española recibe la Medalla Militar colectiva por "su trabajo eficientísimo y acción sobre el enemigo y de cooperación con otras fuerzas en cuantas operaciones se efectuaron desde el 29 de junio de 1921". Desde el denominado Desastre de Annual, la aviación y el ejército españoles empiezan a tener una mayor intervención en los combates de Marruecos. Los franceses llegarán a intervenir en el conflicto y envían equipo militar a las fuerzas españolas, incluidos nuevos aviones. En 1925 la Aviación militar tuvo una destacada actuación apoyando el Desembarco de Alhucemas, acción que terminaría decidiendo el conflicto de Marruecos a favor de las fuerzas españolas. Durante esta época la Aeronáutica Militar adquirió un buen número de aparatos, y comenzó a adquirir aviones de fabricación española.

### Segunda República

Emblema de la Aeronáutica militar en época republicana (1931-1934).

Emblema de la Aeronáutica militar en época republicana (1934-1936).

En 1931 se produjo la proclamación de la Segunda República Española y el nuevo gobierno provisional nombró al Comandante Ramón Franco, entonces un decidido republicano y héroe del Plus Ultra, como nuevo jefe de la Aeronáutica Militar. Las reformas militares de Manuel Azaña contemplaban una importante reforma y modernización de la Aviación Militar, pero debido la falta de presupuesto estos planes quedaron en nada.
En 1933, bajo iniciativa del Capitán Warleta, se instauró en España el sistema de levantamientos catastrales sistemáticos llevado a cabo mediante los métodos modernos de fotografía aérea. Al año siguiente el ingeniero Juan de la Cierva logró aterrizar en el portahidroaviones Dédalo con su autogiro C-30P. También ese año el comandante Eduardo Sáenz de Buruaga se convirtió en el nuevo comandante en jefe de la aviación militar, coincidiendo además con una importante reestructuración interna de la Aeronáutica. Como director general de Aeronáutica, Warleta de la Quintana presentó un plan para modernizar el equipamiento de la Aeronáutica Militar, y fabricar en España bajo licencia los cazas Hawker Fury y bombarderos Martin B-10. El plan fue finalmente aprobado, pero el comienzo de la posterior guerra civil daría al traste con estos planes. Warleta también presentó un proyecto de Ley para la unificación de los distintos servicios aéreos militares en una Fuerza aérea unificada, pero el proyecto no llegó a prosperar.
De acuerdo al decreto gubernamental del 2 de octubre de 1935, se reorganizó la Dirección General de Aeronáutica como un organismo que se responsabilizaría de todos los aspectos técnicos, administrativos y de formación tanto de la aeronáutica militar como de la aviación civil. La nueva Dirección General quedó bajo control del Ministerio de la Guerra, aunque posteriormente quedó bajo jurisdicción de la Presidencia del gobierno. Ese año el General Goded fue nombrado nuevo jefe de Aeronáutica. En 1936, tras la victoria electoral del Frente Popular en las elecciones de febrero, el general Miguel Núñez de Prado fue nombrado director general de Aeronáutica. También se emprendió una reforma orgánica, que comprendió la sustitución de la anterior división administrativa de Escuadras por la nueva de Regiones aéreas.

Alas de piloto durante el periodo republicano (1934-1936).

En julio de 1936 la Aviación Militar disponía 53 cazas (50 Nieuport-Delage NiD 52 y 3 Hawker Spanish Fury), unos 100 aviones de reconocimiento Breguet XIX y aproximadamente 30 aparatos integrados en escuadrillas sueltas, entre ellos 6 Fokker F.VII, 6 Dornier Do J Wall, 4 de Havilland DH.82 Tiger Moth y 1 Junkers K 30. Lo cierto es que muchos de estos aparatos en aquel momento se encontraban en reparación, desarmados o muy desgastados para seguir siendo usados. Para entonces existían proyectos de modernización del equipamiento aéreo: Los 3 "Spanish Fury" estaban destinados a servir como base para su posterior construcción en serie en la factoría Hispano-Suiza de Guadalajara como sustitución de los obsoletos NiD 52, pero el proyecto quedó paralizado con el inicio de la guerra civil.

### Guerra civil española
Tras producirse el Golpe de Estado de julio de 1936 y comenzar la guerra civil española, la antigua Aeronáutica Militar quedó dividida en dos. Unos 200 aparatos militares y civiles, junto 150 pilotos de combate, se mantuvieron leales al gobierno, mientras que los rebeldes se hicieron con el control de 90 aviones de todo tipo y 90 pilotos militares se unieron a la rebelión. Cuando el Golpe fracasó y se hizo evidente que iba a ser una contienda larga, ambos bandos rápidamente recurrieron a la compra de equipo militar extranjero y comenzaron a reorganizar sus aviaciones. Mientras que el gobierno organizó las Fuerzas Aéreas de la República Española (FARE) bajo la dirección de Ignacio Hidalgo de Cisneros, los sublevados organizaron la Aviación Nacional a iniciativa del General Kindelán.
Todo esto y la creación del Ejército del Aire al finalizar la contienda supusieron la total desaparición de la Aeronáutica Militar.

## Organización

### Bases y aeródromos
- Base Aérea de Getafe (Madrid): Talleres de construcción y reparaciones
- Base aérea de Barcelona: Talleres de construcción y reparaciones
- Base Aérea de Zaragoza
- Base Aérea de Tablada (Sevilla): Talleres de construcción y reparaciones
- Aeródromo Militar de León
- Aeródromo de Cuatro Vientos (Madrid): Escuela de Observadores y Escuela de Mecánicos
- Base de Alcalá de Henares (Madrid): Escuela de Vuelo y Combate
- Base de Los Alcázares (Murcia): Escuela de Tiro y Bombardeo

### Organización de la Aeronáutica Militar (1933-1936)
En el periodo inmediatamente anterior a la Guerra Civil, esta era la disposición de las unidades aéreas:

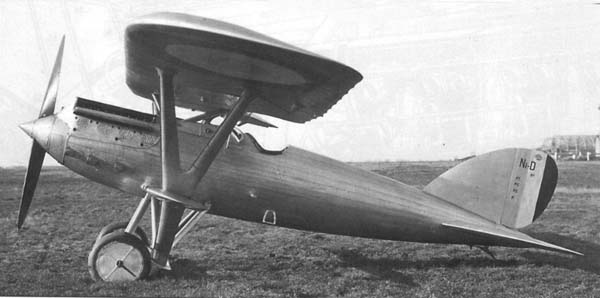
Nieuport-Delage NiD 52, principal avión que componía las escuadrillas de caza en 1936.

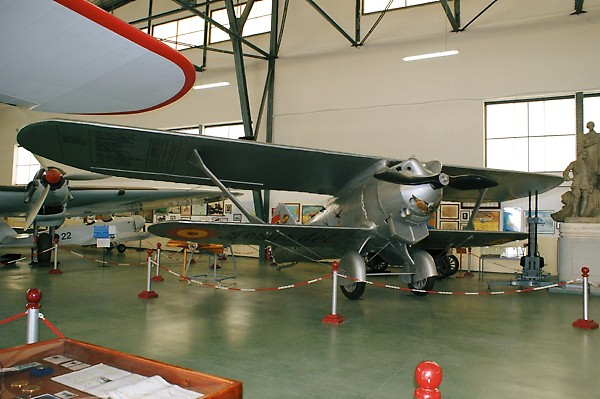
Breguet-CASA Br.19A2, principal avión que componía las escuadrillas de reconocimiento en 1936.

- 1.ª Escuadra: Cuartel general en Getafe.
  - Grupo n.º 11 de Caza (Getafe)
  - Grupo n.º 21 de Reconocimiento (León)
  - Grupo n.º 31 de Reconocimiento (Getafe)
  - Unidad Trimotor (Getafe)
- 2.ª Escuadra: Cuartel general Tablada.
  - Grupo n.º 12 de Caza (Granada)
  - Grupo n.º 22 de Reconocimiento (Tablada)
- 3.ª Escuadra: Cuartel general en Barcelona.
  - Grupo n.º 13 de Caza (Barcelona)
  - Grupo n.º 23 de Reconocimiento (Logroño)
- Fuerzas Aéreas de África: Cuartel general en Tetuán.
  - Grupo n.º 1 de Reconocimiento (Tetuán)
  - Escuadrilla de hidroaviones (El Atalayón)
  - Escuadrilla del Sáhara (Tarfaya)
- Servicios de Instrucción
  - Escuadra Y-1 (Cuatro Vientos)
  - Escuadra Y-2 (Los Alcazares)